# Caltagirone (curso de agua)
El Caltagirone es un curso de agua de la isla de Sicilia

## Descripción
Afluente del río Gornalunga, discurre por la provincia italiana de Catania, en Sicilia. Tiene su origen al norte de la ciudad cuyo nombre lleva.